# Lejeunea convexiloba
Lejeunea convexiloba là một loài Rêu trong họ Lejeuneaceae. Loài này được M. L. So & R.L. Zhu mô tả khoa học đầu tiên năm 1998.